# Уильямсон, Оливер Итон
О́ливер И́тон Уи́льямсон (англ. Oliver Eaton Williamson; 27 сентября 1932, Сьюпириор, штат Висконсин, США — 21 мая 2020) — американский экономист, лауреат премии по экономике памяти Альфреда Нобеля за 2009 год, представитель нового институционализма. Профессор Высшей школы и Эдгар Ф. Кайзер эмерит-профессор бизнеса, экономики и права Калифорнийского университета в Беркли.

## Биография
Оливер Итон Уильямсон родился 27 сентября 1932 года в городке Сьюпириор, штат Висконсин, США в семье школьных учителей.
Степень бакалавра наук (S.B.) получил в 1955 году в Массачусетском технологическом институте, степень магистра делового администрирования (MBA) в 1960 году в Стэнфордском университете. Докторской степени (Ph.D.) по экономике был удостоен в 1963 году в университете Карнеги — Меллона.
Свою преподавательскую деятельность начал в должности ассистента профессора по экономике Калифорнийского университета в Беркли в 1963—1965 годах, затем работал в должности ассоциированного профессора в 1965—1968 годах, профессора в 1968—1977 годах, Чарльз и Уильям Л. Дей профессор экономики и социальных наук Пенсильванского университета в 1977—1983 годах. Затем Гордон Б. Твиди профессор экономики права и организации в Йельском университете в 1983—1988 годах. Профессор бизнеса, экономики и права с 1988 года Калифорнийского университета в Беркли.
Уильямсон являлся сотрудником Центра перспективных исследований в области поведенческих наук в 1977—1978 годах.
Оливер Уильямсон является членом Эконометрического общества с 1977 года, Американской академии искусств и наук с 1983 года, Национальной академии наук США с 1994 года, Американской академии политических и социальных наук с 1997 года, членом Стипендиального фонда Беркли с 2013 года, почётным членом Американской экономической ассоциации с 2007 года, почётным членом Общества промышленных организаций с 2005 года, почётным редактором журнала The Journal of Law, Economics, & Organization с 2003 года, почётным редактором журнала Journal of Economic Behavior and Organization с 2002 года, членом с 1995 года, а президентом в 2000 году Международной экономической ассоциации, членом с 1990 года, а президентом в 1997 году Американской ассоциации права и экономики, членом с 1997 года, а президентом в 1999—2001 годах Международного общества новой институциональной экономики.

## Награды
За свои достижения был неоднократно отмечен:
- 1962 — премия Александра Хендерсона от университета Карнеги — Меллона «за выдающиеся достижения в экономической теории»;
- 1963 — приз диссертационного Фонда Форда;
- 1977/1978 — стипендия Гуггенхайма;
- 1983 — приз от Почётного стипендиального фонда по праву и экономики от Университета Майами (Огайо);
- 1987 — премия выдающегося старшего научного сотрудника США от Фонда Александра фон Гумбольдта;
- 1988 — премия Ирвина от Академии менеджмента[англ.] «за научный вклад в менеджмент»;
- 1999 — почётный председатель конференции Американо-итальянской комиссии Фулбрайта[англ.] в Сиенском университете;
- 1999 — премия Джона фон Неймана[англ.] от Колледжа перспективных исследований имени Ласло Райка[англ.] при Университете Корвина;
- 2003 — резидент Рокфеллеровсrого учебного и конференц-центра;
- 2003 — выдающийся учёный-стипендиат Академии международного бизнеса[англ.];
- 2004 — премия Ректенвальда по экономике;
- 2009 — премия по экономике памяти Альфреда Нобеля (совместно с Элинор Остром) с формулировкой «за исследования в области экономической организации»;
- 2011 — приз Гранде Круз от Конгресса Республики Перу.

## Вклад в науку
В 1964 году Оливер Уильямсон в своей диссертационной работе предложил дискреционную модель управления, которая предполагает, что в корпорациях менеджмент максимизируют свою собственную полезность, поскольку в них существует разделение собственности и управления. Менеджеры формируют и выполняют такую внутреннюю корпоративную политику, которая максимизирует их собственную полезность, а не акционеров.
В 1968 году Уильямсон в статье «Экономия как защита в антимонопольном процессе: компромисс с позиции благосостояния» представил компромиссную модель, которая демонстрирует выгоду от слияния предприятий при увеличения монопольной власти в отрасли за счёт снижения их средних издержек.
В 1971 году Уильямсон в статье «Вертикальная интеграция производства: соображения по поводу неудач рынка» рассмотрел положительный эффект от интернализации, когда вертикальная интеграция эффективней рынка. Объединение предприятий улучшает эффективность, особенно в случаях вертикальной интеграции.
В 1975 году в своей работе «Рынки и иерархии: анализ и выводы для антимонопольного регулирования» впервые ввёл термин новая институциональная экономика.
В 1985 году в своей работе «Экономические институты капитализма: фирмы, рынки, отношенческая контрактация» отметил, что источником трансакционных издержек является ограниченная рациональность руководителей предприятий, которые не способны воспринимать, обрабатывать, обмениваться информацией и всегда ограничена временем и интеллектом. Одним из выводов Уильямсона является то, что экономические агенты склонны проводить трансакции в пределах предприятия в связи с увеличением уровня взаимной специфичности активов и трансакционных издержек на рынке. Необходимо учитывать расходы по обслуживанию сделок на рынке, трансакции имеют стоимость. В условиях глобализации происходит неизбежное объединение экономических операций в пределах гигантских предприятий, без которого трудно контролировать эффективное использование специфических активов.